# Arnold Rath
Arnold Rath (auch Arnoldus Rath; * 1599 in Hertogenbosch; † 25. Mai 1671 in Ingolstadt) war ein deutscher Rechtswissenschaftler und Hochschullehrer.

## Leben
Rath war ursprünglich Calvinist. Er konvertierte zum Katholizismus. 1620 nahm er das Studium der Rechtswissenschaft an der Universität Ingolstadt auf. Dort wurde er 1623 promoviert. Im selben Jahr wurde er außerordentlicher Professor der Rechte. Nach dem Tod seines Vetters Hieronymus Rath († 1625) wurde ihm 1626 die Stelle als ordentlicher Professor an der juristischen Fakultät in Ingolstadt übertragen. Dort lehrte er bis zu seinem Tod.
Rath vertrat an der Universität insbesondere die Pandekten und den bairischen Kodex.

## Werke (Auswahl)
- De continuatis iuris Romani et Boiarii differentiis, Landtrecht a titul. X. inclusive usque ad titul. XVI., Hälin, Ingolstadt 1642.
- De senatusconsulto Velleiano, 3 Teile, Ostermayr, Ingolstadt 1648.
- Quaestiones illustres et magis practicae ex diversis iuris utriusque materiis desumptae, Hälin, Ingolstadt 1652.
- De actionibus ad modum, et ordinem Justinianeum elucidatis, Ostermayr, Ingolstadt 1669.
- De interdictis ad modum et ordinem a Justiniano in Institutionibus servatum elucidatis, Knab, Ingolstadt 1670.